# ثوران سرتسي

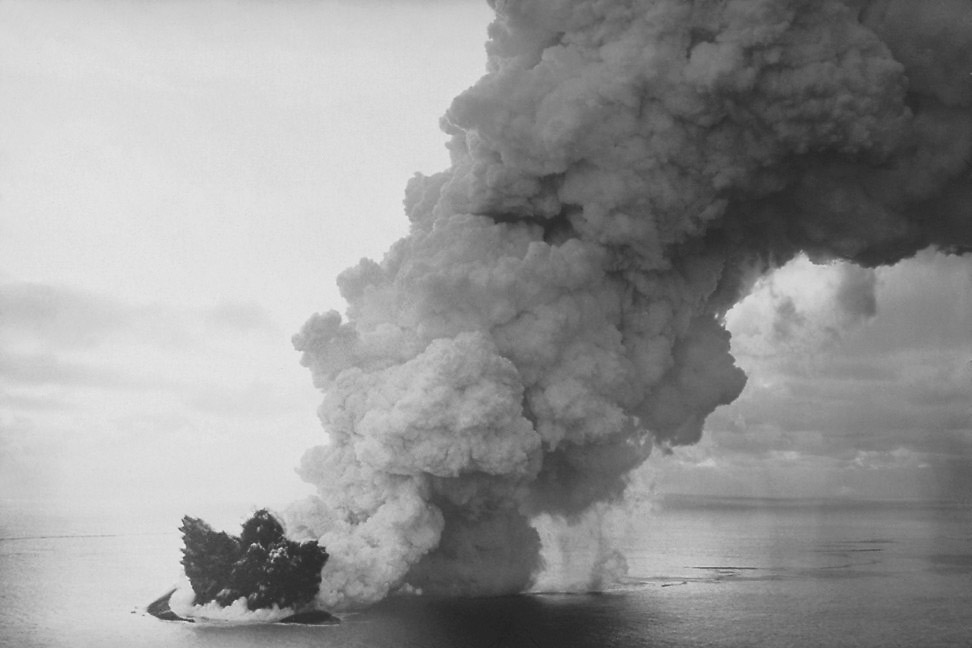
سرتسي أحد أشهر أمثلة ثوران سرتسي.

ثوران سرتسي: 1 سحابة بخار الماء, 2 رماد 3 فوهة, 4 ماء, 5 طبقات من الحمم والرماد, 6 طبقات الأرض, 7 قناة الصهارة, 8 غرفة الصهارة, 9 سد صخري

ثوران سرتسي هو أحد أنواع الثورات البركانية التي تحدث في بحر أو بحيرة ضحلة. وأطلق عليها هذا الاسم نسبة إلى جزيرة سرتسي الواقعة على الساحل الجنوبي لـ آيسلندا.
وتكون تلك الثورات في الغالب عبارة عن ثورات الصهارة الفرياتية، وتمثل انفجارات عنيفة تنتج عن تصاعد الصهارة البازلتية أو الأنديزيتية التي تلامس كميات هائلة من المياه الجوفية أو السطحية الضحلة. وتنشأ حلقات توف والمخروطات الفتاتية الحرارية، المكونة أساسًا من الرماد، عن الثورات المتفجرة للصهارة التي تبرد سريعًا.

## الخصائص
رغم أن تلك الثورات مشابهة في طبيعتها لثورات الصهارة الفرياتية، فهناك العديد من الخصائص التي تميزها:
- الطبيعة الفيزيائية للصهارة: لزجة; بازلتية.
- سمة النشاط التفجيري: طرد عنيف للشظايا الصلبة الدافئة للصهارة الجديدة، انفجارات مستمرة أو متقطعة؛ جيشان القاعدة.
- طبيعة نشاط الانبثاق: قصير، ارتكاز موضعي، تدفق الصهارة، قد تكون الصهارة نادرة.
- طبيعة المقذوفات البركانية السائدة: حجرية، كتل ورماد؛ عادةً ما تكون حصى بركانيًا متراكمًا; قنابل رشاشة مغزلية الشكل مع غياب الحصى البركاني.
- البنيات المتكونة حول الفتحة:حلقات توف

## أمثلة ثورات سرتسي
- جزيرة بوجوسلوف - ألاسكا, الولايات المتحدة الأمريكية, 1796
- جزيرة النار - ألاسكا, الولايات المتحدة الأمريكية, 1796
- أنا كراكاتوا - مضيق سوندا, إندونيسيا, 1927-1930 (مع ثورات أصغر مستمرة حتى اليوم)
- Shōwa Iōjima - Iōjima, Kagoshima, اليابان, 1934
- كابلينهو - جزيرة فايال, الأزور, 1957-1958
- سرتسي - آيسلندا, 1963
- جولنير - آيسلندا, 1966
- بركان تال - باتانجاس, الفلبين (آخر ثوران 1977)
- مجموعة جزر الزبير - اليمن, 2011-2012
- الهييرو - جزر الكناري, 2011-2012 (انظر 2011-2012 ثوران الهييرو)